# Sushmita Sen
Sushmita Sen (ur. 19 listopada 1975 w Hajdarabadzie) – indyjska aktorka, Miss Universe 1994 oraz Miss Indii 1994.
Występuje w produkcjach bollywoodzkich – grała m.in. pannę Chandni w Jestem przy tobie. Była jedną z najlepiej opłacanych aktorek bollywoodzkich.

## Życiorys
Sushmita Sen w 1994 roku uzyskała tytuł Miss Indii, a następnie tytuł Miss Universe (w tym samym roku tytuł wicemiss Indii i Miss World zdobyła Aishwarya Rai). Sushmita Sen jako aktorka zadebiutowała w 1996 roku. Farah Khan długo przed swoim debiutem reżyserskim obiecała aktorce rolę w swoim pierwszym filmie − Jestem przy tobie. Rola nauczycielki chemii, panny Chandni przyniosła Sushmicie dużą popularność. Poza filmami indyjskimi, w 2006 roku można ją było zobaczyć w hollywoodzkim filmie Karma, Confession and Holy, a w swoim kolejnym filmie – The Great Emperor – aktorka zagrała u boku Richarda Gere'a.

## Życie prywatne
W 2000 roku adoptowała dziewczynę o imieniu Renee, a 13 czerwca 2010 roku 3-miesięczną Alisah.

## Filmografia
| Rok  | Film                              | Rola                | Dodatkowe informacje                                               |
| ---- | --------------------------------- | ------------------- | ------------------------------------------------------------------ |
| 1996 | Dastak                            | Sushmita Sen        |                                                                    |
| 1997 | Zor                               | Aarti               |                                                                    |
| 1997 | Ratchagan                         | Soniya              | Tamil film jako Rakshakudu                                         |
| 1999 | Sirf Tum                          | Neha                | Nominacja do Nagroda Filmfare dla Najlepszej Aktorki Drugoplanowej |
| 1999 | Hindustan Ki Kasam                | Priya               |                                                                    |
| 1999 | Biwi No.1                         | Rupali              | Nagroda Filmfare dla Najlepszej Aktorki Drugoplanowej              |
| 2000 | Aaghaaz                           | Sudha               |                                                                    |
| 2000 | Fiza                              |                     | Występ gościnny (piosenka)                                         |
| 2001 | Kyun...Ki Main Jhooth Nahin Bolta | Sonam               |                                                                    |
| 2001 | Nayak: The Real Hero              |                     | Występ gościnny (piosenka)                                         |
| 2001 | Mudhalvan                         |                     | Tamil film Występ gościnny (piosenka)                              |
| 2001 | Bas Itna Sa Khwaab Hai            | Lara Oberoi         |                                                                    |
| 2002 | Aankhen                           | Neha Srivastav      |                                                                    |
| 2002 | Tumko Na Bhool Paayenge           | Mehak               |                                                                    |
| 2002 | Filhaal...                        | Sia Sheth           | Nominacja do Nagrody Filmfare dla Najlepszej Aktorki Drugoplanowej |
| 2003 | Samay: When Time Strikes          | ACP Malvika Chauhan |                                                                    |
| 2003 | Pran Jaye Par Shaan Na Jaye       | Jako ona sama       | Występ gościnny                                                    |
| 2004 | Vaastu Shastra                    | Jhilmil Rao         |                                                                    |
| 2004 | Main Hoon Na                      | Chandni             |                                                                    |
| 2004 | Paisa Vasool                      | Baby                |                                                                    |
| 2005 | Chingaari                         | Basanti             |                                                                    |
| 2005 | Maine Pyaar Kyun Kiya?            | Naina               |                                                                    |
| 2005 | Main Aisa Hi Hoon                 | Neeti Khanna        |                                                                    |
| 2005 | Bewafaa                           | Aarti               |                                                                    |
| 2005 | Kisna                             | Naima Begum         | Występ gościnny (piosenka)                                         |
| 2005 | It Was Raining That Night         |                     |                                                                    |
| 2006 | Zindaggi Rocks                    | Kriya               |                                                                    |
| 2006 | Alag                              |                     | Występ gościnny (piosenka)                                         |
| 2007 | Ram Gopal Varma Ki Aag            | Durga               |                                                                    |
| 2009 | Karma, Confessions and Holi       | Meera               | film angielski                                                     |
| 2009 | Do Knot Disturb                   | Kiran               |                                                                    |
| 2009 | Marmayogi                         | Warrior             | Tamil film                                                         |
| 2010 | Dulha Mil Gaya                    | Shimmer             |                                                                    |